# Yani Forner
Yani Forner (Málaga, 1960 - Barcelona, 1993) fue una actriz y vedette española. En 1987 se convirtió en la primera mujer trans en protagonizar una película española.

## Vida y carrera
Yani Forner nació en Málaga en 1960. Comenzó actuando como vedette en el popular cabaret Barcelona de Noche en la década de 1980, actuando junto con artistas como Pierrot, Marvin Salas o Bibiana Fernández. Además trabajó en diversas salas de Málaga y Madrid.
En 1987 protagonizó la película Adela, de Carlos Balagué. En la película interpreta a Adela, una prostituta trans que se convierte en la amante de un agente de policía (interpretado por Fernando Guillén), junto con el cual planea hacerse con un alijo de droga. Para la película, Forner tuvo que ser doblada, porque no se grabó sonido en vivo. También participó en secuencias de las películas La tercera luna (1984) y La rubia del bar (1986) de Ventura Pons.
Falleció a los 32 años de edad en 1993 en Barcelona, por complicaciones a causa del VIH/sida.

## Homenajes
Se encontró entre las personas homenajeadas en la exposición artística de 2021 Alta tecnología travestí ¡Que lo trans sea ley!, de Rubén Antón.
Un año después, en 2022, fue protagonista de la exposición fotográfica YANI FORNER. El brillante perdura, que permaneció en exposición desde el 9 de abril hasta el 26 de mayo en el Cincómonos Espai d'Art, en Barcelona.

## Filmografía
| Año  | Título           | Papel | Dirección          |
| ---- | ---------------- | ----- | ------------------ |
| 1984 | La tercera luna  |       | Gregorio Almendros |
| 1986 | La rubia del bar | Maca  | Ventura Pons       |
| 1987 | Adela            | Adela | Carles Balagué     |